# Кубок Сінгапуру з футболу 2022
Кубок Сінгапуру з футболу 2022 — 22-й розіграш кубкового футбольного турніру у Сінгапурі. Титул володаря кубка вперше здобув Хеган Юнайтед.

## Календар
| Раунд               | Дата                         | Матчі | Клуби |
| ------------------- | ---------------------------- | ----- | ----- |
| Груповий раунд      | 27 жовтня - 6 листопада 2022 | 12    | 8 → 4 |
| 1/2 фіналу          | 11/15 листопада 2022         | 4     | 4 → 2 |
| Матч за третє місце | 18 листопада 2022            | 1     |       |
| Фінал               | 19 листопада 2022            | 1     | 2 → 1 |

## 1/2 фіналу
| Команда 1                  | Заг. | Команда 2       | 1-й матч | 2-й матч |
| -------------------------- | ---- | --------------- | -------- | -------- |
| 11/15 листопада 2022       |      |                 |          |          |
| Тампінс Роверс             | 4:1  | Балестьєр Халса | 2:0      | 2:1      |
| Альбірекс Ніїгата Сінгапур | 5:7  | Хеган Юнайтед   | 3:3      | 2:4      |

## Матч за третє місце
| 18 листопада 2022 11:00 (EEST) |

| Альбірекс Ніїгата Сінгапур  | 3:2      | Балестьєр Халса     |
| --------------------------- | -------- | ------------------- |
| Фанді 32', 39' Кунімото 61' | Протокол | Го 63' Танігуті 72' |

| Джалан Бесар, Каланг Арбітр: Абірамі Найду |

## Фінал
| 19 листопада 2022 11:30 (EEST) |

| Хеган Юнайтед         | 3:2      | Тампінс Роверс         |
| --------------------- | -------- | ---------------------- |
| Крайчек 17', 57', 79' | Протокол | Супарно 39' Наджиб 48' |

| Джалан Бесар, Каланг Глядачів: 2 983 Арбітр: Ахмад Акашах |